# Morette
Morette ist eine französische Gemeinde mit 360 Einwohnern (Stand: 1. Januar 2022) im Département Isère in der Region Auvergne-Rhône-Alpes. Die Gemeinde liegt im Arrondissement Grenoble und gehört zum Kanton Le Sud Grésivaudan (bis 2015: Kanton Tullins).

## Geographie
Morette liegt etwa 24 Kilometer westnordwestlich von Grenoble. Umgeben wird Morette von den Nachbargemeinden Tullins im Norden und Osten, Poliénas im Südosten, Cras im Süden und Südwesten sowie La Forteresse im Westen.

## Bevölkerungsentwicklung
| Jahr                       | 1962 | 1968 | 1975 | 1982 | 1990 | 1999 | 2006 | 2017 |
| -------------------------- | ---- | ---- | ---- | ---- | ---- | ---- | ---- | ---- |
| Einwohner                  | 220  | 218  | 252  | 288  | 322  | 361  | 393  | 428  |
| Quellen: Cassini und INSEE |      |      |      |      |      |      |      |      |

## Sehenswürdigkeiten
- Kirche Saint-Julien von 1869
- Wasserfall von Morette